# Alluaudomyia quadripunctata
Alluaudomyia quadripunctata är en tvåvingeart som först beskrevs av Maurice Emile Marie Goetghebuer 1934.  Alluaudomyia quadripunctata ingår i släktet Alluaudomyia och familjen svidknott. Inga underarter finns listade i Catalogue of Life.